# Mt. SAC Relays
Les Mt. SAC Relays sont une compétition d'athlétisme annuelle ayant lieu au Hilmer Lodge Stadium de Walnut en Californie. Le Mt. San Antonio College fait office d'hôte pour cet événement créé en 1959 qui se déroule traditionnellement en avril. La réunion est ouverte aux lycées, aux universités et aux coureurs professionnels de renommée internationale.
L'ancien record du monde du relais 4 × 200 mètres a été établi en 1994 lors de cette compétition (1 min 18 s 68 par Marsh, Burrell, Heard et Lewis).

## Records du meeting

### Hommes
| Épreuve           | Record            | Athlète                 | Nationalité       | Date          | Réf.  |
| ----------------- | ----------------- | ----------------------- | ----------------- | ------------- | ----- |
| 100 m             | 9 s 86 (+1,8 m/s) | Ato Boldon              | Trinité-et-Tobago | 19 avril 1998 | [ 2 ] |
| 200 m             | 19 s 80           | Fred Kerley             | États-Unis        | 2022          |       |
| 400 m             | 43 s 45           | Michael Norman          | États-Unis        | 2019          |       |
| 800 m             | 1 min 43 s 60     | Clayton Murphy          | États-Unis        | 2017          |       |
| 1 500 m           | 3 min 35 s 70     | Russell Brown           | États-Unis        | 15 avril 2011 | [ 3 ] |
| Mile              | 3 min 52 s 21     | Jamale Aarrass          | France            | 20 avril 2012 | ,     |
| 3 000 m           | 7 min 47 s 8      | Eamonn Martin           | Royaume-Uni       | avril 1984    |       |
| 5 000 m           | 13 min 11 s 37    | Juan Barrios            | Mexique           | 13 avril 2007 |       |
| 10 000 m          | 27 min 36 s 2     | Gabriel Kamau           | Kenya             | avril 1982    |       |
| 110 m haies       | 13 s 22           | Larry Wade              | États-Unis        | avril 1999    |       |
| 400 m haies       | 47 s 74           | Rai Benjamin            | États-Unis        | 2023          |       |
| 3 000 m steeple   | 8 min 26 s 14     | Evan Jager              | États-Unis        | 19 avril 2012 | ,     |
| Saut en hauteur   | 2,35 m            | Guowei Zhang            | Chine             | 2015          |       |
| Saut à la perche  | 5,82 m            | Giovanni Lanaro         | Mexique           | 15 avril 2007 |       |
| Saut en longueur  | 8,66 m            | Carl Lewis              | États-Unis        | avril 1987    |       |
| Triple saut       | 17,63 m           | Kenta Bell              | États-Unis        | 26 avril 2002 | [ 7 ] |
| Lancer du poids   | 22,52 m           | John Brenner            | États-Unis        | avril 1987    |       |
| Lancer du disque  | 69,36 m           | Ben Plucknett           | États-Unis        | avril 1983    |       |
| Lancer du marteau | 80,88 m           | Jud Logan               | États-Unis        | avril 1986    |       |
| Lancer du javelot | 87,65 m           | Breaux Greer            | États-Unis        | 17 avril 2005 |       |
| Décathlon         | 8 727 pts         | Dave Johnson            | États-Unis        | avril 1992    |       |
| 1 mile marche     | 5 min 54 s 52     | Curt Clausen            | États-Unis        | 23 avril 2001 | [ 8 ] |
| 4 × 100 m         | 37 s 79           | Santa Monica Track Club | États-Unis        | avril 1994    |       |
| 4 × 200 mètres    | 1 min 18 s 68     | Santa Monica Track Club | États-Unis        | avril 1994    |       |
| 4 × 400 mètres    | 3 min 00 s 48     | Mazda Track Club        | États-Unis        | avril 1992    |       |
| 4 × 800 mètres    | 7 min 06 s 5      | Santa Monica Track Club | États-Unis        | 1986          |       |

### Femmes
| Épreuve           | Record            | Athlète                | Nationalité | Date          | Réf.   |
| ----------------- | ----------------- | ---------------------- | ----------- | ------------- | ------ |
| 100 m             | 10 s 87           | Merlene Ottey          | Jamaïque    | 1987          |        |
| 200 m             | 22 s 02           | Gabby Thomas           | États-Unis  | 2022          |        |
| 300 m             | 36 s 61           | Kelli White            | États-Unis  | avril 2000    |        |
| 400 m             | 49 s 59           | Marion Jones           | États-Unis  | 16 avril 2000 | [ 9 ]  |
| 800 m             | 1 min 58 s 77     | Raevyn Rogers          | États-Unis  | 2022          |        |
| 1 500 m           | 4 min 04 s 86     | Brenda Martinez        | États-Unis  | 2013          |        |
| Mile              | 4 min 40 s 8      | Francie Larrieu-Smith  | États-Unis  | avril 1974    |        |
| 3 000 m           | 8 min 50 s 07     | PattiSue Plumer        | États-Unis  | avril 1992    |        |
| 5 000 m           | 14 min 44 s 80    | Shalane Flanagan       | États-Unis  | 13 avril 2007 |        |
| 10 000 m          | 31 min 23 s 35    | Sabrina Mockenhaupt    | Allemagne   | 17 avril 2004 |        |
| 100 m haies       | 12 s 43           | Brianna Rollins-McNeal | États-Unis  | 2018          |        |
| 400 m haies       | 54 s 39           | Andrenette Knight      | États-Unis  | 2022          |        |
| 3 000 m steeple   | 9 min 26 s 88     | Courtney Wayment       | États-Unis  | 2022          |        |
| Saut en hauteur   | 2,00 m            | Tisha Waller           | États-Unis  | 19 avril 1999 | [ 10 ] |
| Saut en hauteur   | 2,00 m            | Chaunte Howard         | États-Unis  | 15 avril 2006 |        |
| Saut à la perche  | 4,65 m            | Annie Rhodes-Johnigan  | États-Unis  | 2019          |        |
| Saut en longueur  | 7,12 m (-0,9 m/s) | Brittney Reese         | États-Unis  | 21 avril 2012 | ,      |
| Triple saut       | 14,33 m           | Keturah Orji           | États-Unis  | 2018          |        |
| Lancer du poids   | 20,13 m           | Claudia Losch          | Allemagne   | avril 1984    |        |
| Lancer du disque  | 69,46 m           | Valarie Allman         | États-Unis  | 2022          |        |
| Lancer du marteau | 77,84 m           | Camryn Rogers          | Canada      | 2023          |        |
| Lancer du javelot | 63,29 m           | Kara Winger            | États-Unis  | 2022          |        |
| Heptathlon        | 6 910 pts         | Jackie Joyner-Kersee   | États-Unis  | avril 1986    |        |
| 1 mile marche     | 6 min 39 s 75     | Michelle Rohl          | États-Unis  | 23 avril 2001 |        |
| 4 × 100 mètres    | 41 s 79           | Team Jet               | États-Unis  | 2013          |        |
| 4 × 200 mètres    | 1 min 32 s 44     | Speed Dynamics         | États-Unis  | avril 1992    |        |
| 4 × 400 mètres    | 3 min 25 s 31     | Equipe nationale       | États-Unis  | 2023          |        |
| 4 × 800 mètres    | 8 min 17 s 09     | Athletics West         | États-Unis  | 1983          |        |